# TortoiseCVS
TortoiseCVS è un client grafico per il controllo di versione CVS per il sistema operativo  Microsoft Windows rilasciato sotto licenza GNU. Una volta installato offre un'interfaccia integrata sia nei menù contestuali che nelle icone di file e directory fornendo a colpo d'occhio lo stato dei file senza dover eseguire altri comandi.
Il nome è un gioco di parole sulla parola shell (che in inglese significa guscio della tartaruga ed in informatica identifica la finestra del prompt dei comandi). La tartaruga del logo si chiama Charlie Vernon Smythe (CVS).
Il progetto è stato avviato da Francis Irving quando era impiegato nella Creature Labs per fornire un'interfaccia CVS più semplice per i suoi colleghi. Parte del codice è stato derivato da WinCVS e CVSNT. Il primo rilascio è stato il 4 agosto 2000.